# Giacomo Antonio Cortuso
Giacomo Antonio Cortuso, né à Padoue en 1513, mort dans sa ville natale en 1603, est un botaniste italien.
De 1590 à sa mort, il occupa la charge de conservateur du jardin botanique de Padoue. Troisième dans cette fonction, il succéda à Melchiorre Guilandino.
Il publia en 1591, sous le titre de L'orto dei semplici di Padova, un inventaire des 1 170 plantes alors cultivées dans le jardin botanique, parmi lesquelles figurait la pomme de terre.
Son contemporain, le botaniste Pierandrea Mattioli, lui dédia sous le nom de Cortusa, une Primulacée rare, que Linné renomma Cortusa matthioli.